# デイヴ・ルービン
デイヴ・ジョシュア・ルービン (1976年6月26日 -) は、アメリカ合衆国の政治コメンテーター、YouTubeクリエイター、トークショーの司会者である。
BlazeTVとYouTubeで配信される『ザ・ルービン・レポート』という政治系トークショーの制作および司会を務めている。この番組は、以前はヤング・タークス・ネットワークやOra TVで配信されていた。『ザ・ベン・アンド・デイヴ・ショウ』と『ザ・シックス・パック』のメイン・パーソナリティの一人でもあった。
ルービンは自分のことを古典的自由主義者だとしているが、一般的には政治的に保守派またはリバタリアンだと見なされることも多い。

## 生い立ち
1976年6月26日にニューヨークのブルックリンで生まれ、「ロングアイランドのかなり世俗的なユダヤ系一家」で育った。思春期をニューヨークのサイオセット地区で過ごし、その後、マンハッタンのアッパー・ウエスト・サイドで13年間暮らした。
サイオネット高校を1994年に卒業した後、ニューヨーク州ヴェスタルにあるニューヨーク州立大学ビンガムトン校を1998年に卒業。政治学の学位を取得している。

## コメディ

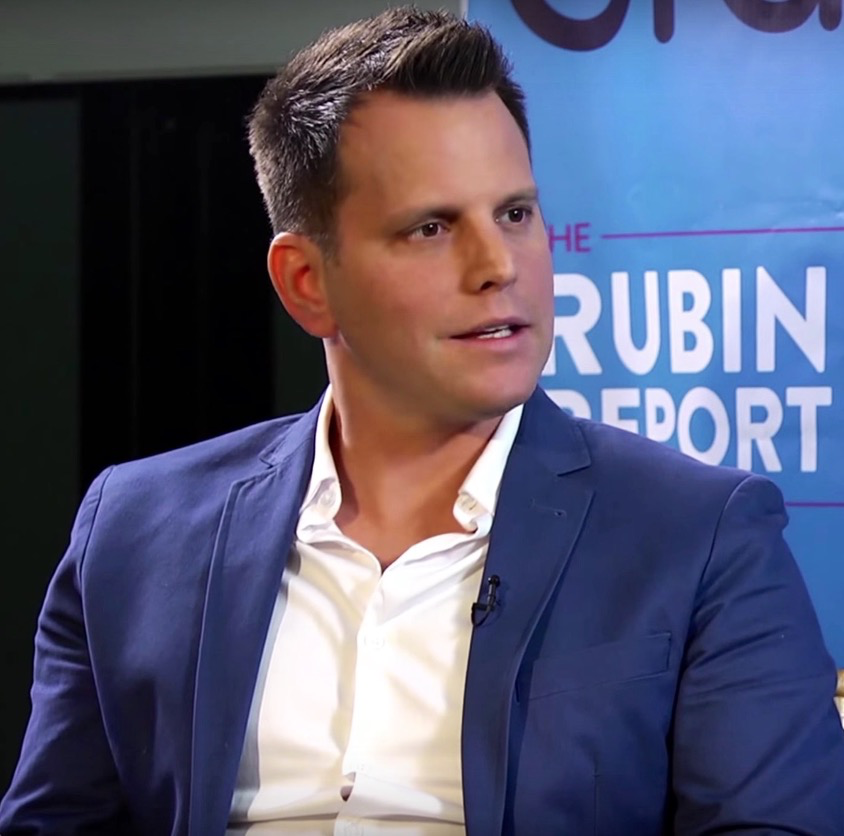
2015年、Politiconにおいて『ザ・ルービン・レポート』を収録中のルービン。

1998年、ニューヨークで、スタンドアップ・コメディやオープン・マイクのイベントに参加して、コメディアンのキャリアをスタートさせた。1999年、ジョン・スチュワートの『ザ・デイリー・ショウ』のインターンとなった。
2000年、ニューヨークの「コメディ・セラー」というコメディ・クラブで活動を続けた。その年の後半、「コメディ・セラー」に出演していた他のコメディアンと共に、『ザ・アンチ・ショウ』という名のパブリック・アクセス・テレビ・シリーズを制作した。これはニュース番組をパロディにした内容で、30ロックフェラー・プラザのNBCスタジオで密かに撮影された。
2002年、ニューヨークで数軒のコメディ・クラブを共同で設立した。「ジョー・フランクリンズ・コメディ・クラブ」やタイムズスクエアの「ザ・コメディ・カンパニー」などである。これらのクラブで、彼は2007年までスタンドアップ・コメディアンとしての活動を継続した。
「ホット・ゲイ・コミックス」および「ザ・ベン・アンド・デイヴ・ショウ」というポッドキャストの司会を務めた。これらの番組は、後に here! TV ネットワークでテレビ番組シリーズとして放映された。2009年5月、ポッドキャスト番組のザ・シックス・パックを共同制作し、司会を務めた。2011年10月から2012年12月まで、「ザ・シックス・パック」はSirius XMラジオでライブ・トーク番組として放送された。2012年9月初旬、Sirius XMに出演を継続しながら、「ルービン・レポート」という名前の独自のYouTubeアカウントを作成した。

## 政治に関する発言
自身を古典的自由主義者だとしているが、これは基本的に保守主義または リバタリアニズムにつながるものだとも発言している。同性婚、刑事司法の改革、マリワナの合法化、社会的セーフティ・ネット、公的資金による教育制度、条件付きの中絶に賛成していることから、自身はリベラルであると考えている。2017年、保守系YouTubeチャンネルであるPragerUの動画に出演し、「私が左翼をやめた理由」について説明した。インテレクチュアル・ダーク・ウェブのメンバーであると考えられている。
ポール・ジョゼフ・ワトソン、極右パーソナリティのローレン・サザンとステファン・モリニュー、 ナショナリストのトミー・ロビンソンなどの物議を醸すオルタナ右翼または極右と見られる人物に対して、影響力のあるプラットフォームを提供したという批判がある。

### ザ・ルービン・レポート
2013年1月、ザ・ヤング・タークス・ネットワークに参加し、『ザ・ルービン・レポート』という番組の司会を始めた。それに伴い、ニューヨークからロサンゼルスへと住居を移した。2015年3月1日、メディア会社のRYOTに移籍することがザ・ヤング・タークスのYouTubeチャンネルで発表された。その後、ラリー・キングのOra TVと契約を結び、2015年9月9日からこの番組の配信を開始した。2016年には、独立して『ザ・ルービン・レポート』を運営するためにOra TVを離れた。2019年5月には、YouTubeチャンネルとしての『ザ・ルービン・レポート』の総視聴回数は2億回に達した。2019年、番組はBlazeTVでも視聴可能になった。これは、グレン・ベックが運営する保守系サブスクリプション動画サービスである。
『ザ・ルービン・レポート』は、コーク一族の基金が出資する組織の1つである、リバタリアン系のインスティチュート・フォー・ヒューマン・スタディーズと関係があり、同団体は同番組のエピソードを毎月一回賛助している。

## 私生活
2006年にゲイであることをカミングアウトした。これを彼自身にとって「決定的な瞬間」だったと振り返っている。2014年12月、プロデューサーのデイヴィッド・ジャネットと婚約し、2015年8月27日に結婚した。不可知論者、または無神論者であると話したこともあったが、現在は無神論者であることを否定している。